# Parafia św. Rocha w Wieszczyczynie
Parafia Świętego Rocha w Wieszczyczynie – parafia rzymskokatolicka, znajdująca się w archidiecezji poznańskiej, w dekanacie śremskim.